# Cirrholoveniidae
Cirrholoveniidae är en familj av nässeldjur. Cirrholoveniidae ingår i ordningen Leptothecata, klassen hydrozoer, fylumet nässeldjur och riket djur. Enligt Catalogue of Life omfattar familjen Cirrholoveniidae 5 arter. 
Kladogram enligt Catalogue of Life:
| Cirrholoveniidae | \| \| Cirrholovenia \| \| \| \| \| \| Paralovenia \| \| \| \| |
|                  | \| \| Cirrholovenia \| \| \| \| \| \| Paralovenia \| \| \| \| |
|                  | Cirrholovenia                                                 |
|                  |                                                               |
|                  | Paralovenia                                                   |
|                  |                                                               |